# 아수라 (불교)

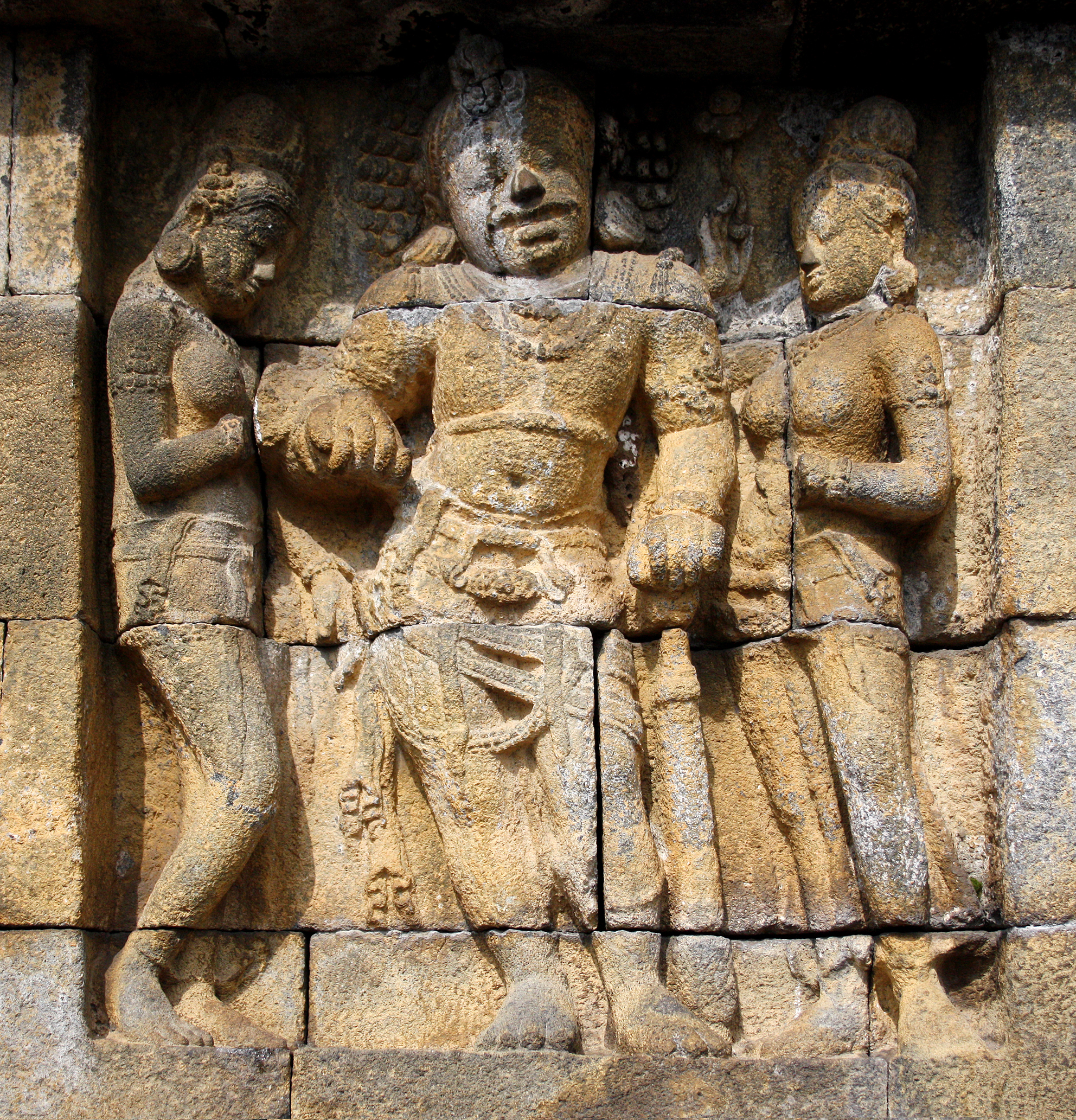
인도네시아의 중부 자바. 가운데가 아수라이다.

아수라(阿修羅, 산스크리트어: असुर, असुरो)는 팔부신장에 속하는 불교의 수호신이다.

## 같이 보기
- 인드라(인다라)